# 縱帶鸚鰕虎
縱帶鸚鰕虎，为輻鰭魚綱虾虎鱼亚目鰕虎科的其中一種，又稱鸚歌鯊。

## 分布
本魚分布於印度西太平洋區，包括孟加拉、印度、中國、臺灣、澳洲、泰國、越南、印尼、馬來西亞、柬埔寨、日本、菲律賓、新加坡、帛琉、密克羅尼西亞、新喀里多尼亞等海域。

## 深度
水深0至3公尺。

## 特徵
本魚體略呈圓柱狀，稍側扁；眼略突出，腹鰭癒合成吸盤。鱗片大，魚體黃褐色，背部顏色較深，背鰭與尾鰭為黃色，具深色斑點，胸鰭及尾鰭大呈橢圓形，背鰭硬棘7枚；背鰭軟條10至11枚；臀鰭硬棘1枚；臀鰭軟條9至10枚，體長可達16公分。

## 生態
本魚棲息在河口、紅樹林及沿海沙泥底質且水流平緩的地區，屬廣鹽性魚類，屬雜食性，以有機碎屑及小型甲殼類為食。

## 經濟利用
可作食用魚。

## 扩展阅读
維基物種上的相關：縱帶鸚鰕虎